# Väisälä (Mondkrater)
Väisälä ist ein kleiner Einschlagkrater auf der nordwestlichen Mondvorderseite.
Er liegt nördlich des großen Strahlenkraters Aristarchus, zwischen dessen Nebenkratern Aristarchus B und Aristarchus Z, südlich des kleinen Kraters Toscanelli.
Er ist schalenförmig und wenig erodiert.
Der Krater wurde 1973 von der IAU nach dem finnischen Astronomen Yrjö Väisälä offiziell benannt.